# Mauritius International 2014
Die Mauritius International 2014 im Badminton fanden als offene internationale Meisterschaften von Mauritius vom 12. bis zum 15. Juni 2014 in Beau Bassin-Rose Hill statt.

## Austragungsort
- Stadium Badminton Rose Hill, National Badminton Centre, Duncan Taylor Street

## Sieger und Platzierte
| Disziplin    | Gold                                 | Silber                      | Bronze                               |
| ------------ | ------------------------------------ | --------------------------- | ------------------------------------ |
| Herreneinzel | Luka Wraber                          | David Obernosterer          | Rosario Maddaloni                    |
| Herreneinzel | Luka Wraber                          | David Obernosterer          | Harsheel Dani                        |
| Dameneinzel  | Jeanine Cicognini                    | Elisabeth Baldauf           | Hadia Hosny                          |
| Dameneinzel  | Jeanine Cicognini                    | Elisabeth Baldauf           | Julia Wong Pei Xian                  |
| Herrendoppel | Raphael Beck Andreas Heinz           | Kai Schäfer Tobias Wadenka  | Giovanni Greco Rosario Maddaloni     |
| Herrendoppel | Raphael Beck Andreas Heinz           | Kai Schäfer Tobias Wadenka  | Andries Malan Willem Viljoen         |
| Damendoppel  | Annika Horbach Maria Mata Masinipeni | Kate Foo Kune Yeldi Louison | Bonolo Amos Botho Makubate           |
| Damendoppel  | Annika Horbach Maria Mata Masinipeni | Kate Foo Kune Yeldi Louison | Elme de Villiers Grace Gabriel       |
| Mixed        | Andreas Heinz Annika Horbach         | Andries Malan Jennifer Fry  | Sahir Edoo Yeldi Louison             |
| Mixed        | Andreas Heinz Annika Horbach         | Andries Malan Jennifer Fry  | David Obernosterer Elisabeth Baldauf |